# 산청군의 지질

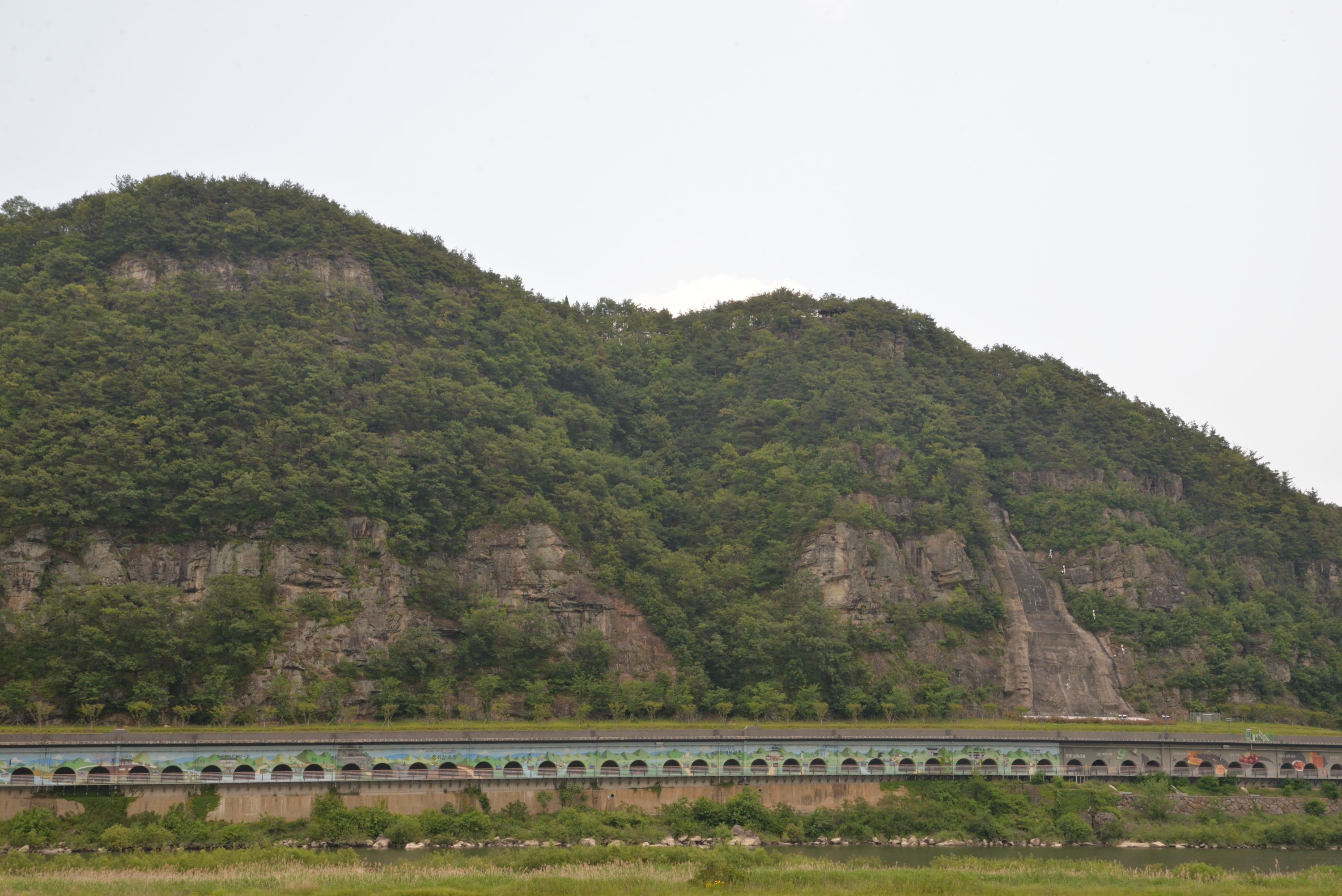
경상 누층군 낙동층으로 구성된 적벽산

본 문서에서는 대한민국 경상남도 산청군의 지질에 대해 설명한다. 

## 개요
경상남도 산청군은 선캄브리아기 영남 지괴/영남 육괴와 중생대 백악기 경상 분지의 경계에 위치해, 산청군 서부 지리산 지역에는 선캄브리아기 편마암이, 동부 지역에는 중생대 백악기의 퇴적암 지층 경상 누층군이 분포한다. 또한 대한민국에서 유일한 회장암인 하동-산청 회장암체가 하동군에서 올라와 산청군을 남북으로 관통한다. 1:5만 지질도폭 상으로, 
- 안의 지질도폭(1968) 남부 (생초면 북부, 오부면 북부)[2]
- 산청 지질도폭(1970) 대부분 (금서면, 생초면 남부, 오부면 남부, 산청읍, 차황면, 신등면 서부, 신안면 북서부, 단성면 북단, 삼장면 북부)[3]
- 삼가 지질도폭(1975) 서부 (신등면 동부, 생비량면, 신안면 남동부)[4]
- 화개 지질도폭(1970) 동부 (지리산, 시천면 서부)[5]
- 단성 지질도폭(1968) 북부 (시천면 동부, 삼장면 남부, 단성면, 신안면 남서부)[6]

에 해당한다. 

## 선캄브리아기영남 지괴/영남 육괴
영남 육괴(嶺南 陸塊, Yeongnam Massif) 또는 영남 지괴(嶺南 地塊)는 한반도 내 대한민국 경상북도 울진군과 삼척시에서 소백산과 영주시, 상주시, 김천시, 덕유산과 지리산 지역에 걸쳐 있는 선캄브리아기 지괴(地塊)이며 한반도의 주요 지체 구조이다. 선캄브리아기 변성퇴적암과 화성암으로 구성된다.

### 반상변정질-미그마타이트질 편마암
반상변정질-미그마타이트(혼성암)질 편마암은 합천군 가회면에서 산청군 신등면, 신안면 지역에 북북동 방향으로 분포하는 편마암으로 신등면에서는 낙동층에 직접 덮히고 신안면에서는 지질 구조상 각섬석-흑운모편암 위에 놓인다. 내부에 엽리가 발달해 부분적으로는 호상 편마암의 양상을 보이며 엽리의 방향은 신안면 안봉리 지역에서 합천군 가회면~산청군 신등면 지역에서 주향 북동 20~30°, 경사 남동 30~35°, 산청군 신안면 안봉리 둔철마을~신등면 모례리 지역에서 주향 북서 20~60°, 경사 북동 10~32°, 신안면 안봉리 지역에서 주향 북동 20~30°, 경사 북서 30~52°로 반복되는 습곡에 규제된다. 옥은영 외(2015)는 세립 편상화강암, 세립 화강암질편마암, 반상변정질 미그마타이트질편마암을 모두 묶어 엽리상 화강암(foliated granite)으로 기재하였다.

### 각섬석-흑운모편암
각섬석-흑운모편암은 산청군 신안면 갈전리~안봉리 지역에 분포하며 서측에서 반상변정질-미그마타이트질 편마암과 접하고 동측에서 낙동층에 부정합으로 덮한다. (각섬석-)흑운모편암으로 구성되며 석회규산염암이 협재된다.

### 우백화강편마암
우백화강편마암은 산청군 금서면 방곡리 오봉계곡 지역과 밤머리재~삼장면 홍계리 지역에 분포하며 변성퇴적암을 관입하였고 산청-하동 회장암체 및 반려암에 관입당했다. 엽리가 발달하며 그 주향과 경사는 밤머리재~삼장면 홍계리 지역에서 북동 5~36° 및 남동 56~85° 이다. 오봉계곡 지역에서는 어두운색 염기성 암맥을 관찰할 수 있다.
산청군 금서면 방곡리 오봉계곡의 우백화강편마암

### 지리산 지구

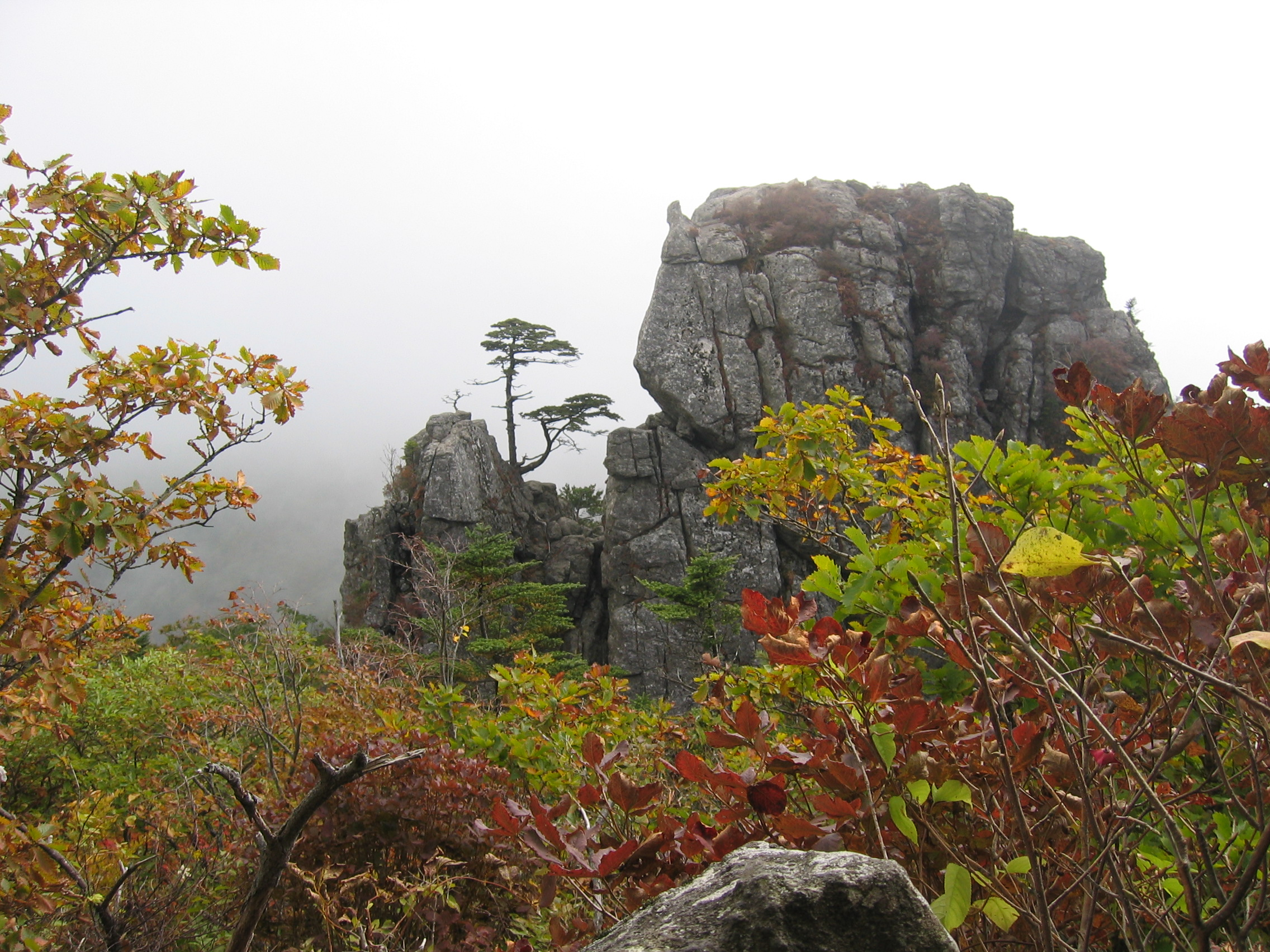
편마암으로 구성된 지리산

지리산~시천면/삼장면 지역은 모두 편마암으로 구성되며 화개, 단성, 산청 지질도폭에서 혼성페그마타이트질편마암, 화강암질 편마암, 반상변정편마암, 호상 편마암, 회색화강암질 편마암 등으로 구분하였다. 지리산 정상부의 혼성페그마타이트(혼성암)질편마암은 화강암화작용과 혼성화작용(contamination)을 받아 페그마타이트질 내지 반화강암질(aplitic)인 부분이 많다. 화강암질 편마암은 혼성페그마타이트질편마암 외곽에서 지리산을 따라 분포하며 엽리가 발달하고 변성퇴적암의 잔류물과 자류석 및 규선석을 함유한다. 반상변정 편마암은 함양군 휴천면에서 산청군 삼장면과 시천면을 지나 하동군으로 이어지며 3~5 cm, 최대 10 cm 크기의 반상변정이 발달한다.

### 하동-산청 회장암체
하동-산청 회장암체(Hadong-Sancheong Anorthosite Complex, 河東-山淸 회장암體)는 대한민국 경상남도 하동군~산청군 지역, 영남 육괴 내 하동군 북천면 직전리에서 산청군 생초면 구평리까지 남-북 방향으로 발달하는 연장 45 km, 폭 2~10 km 규모의 원생대 지괴(massif)형 회장암 복합체이다. 대한민국의 유일한 선캄브리아기 회장암인 하동-산청 회장암체 내에는 약 870만 톤의 타이타늄 광체가 매장되어 있다. 하동-산청 회장암체의 절대 연령에 대해 권성택과 정지곤(1990)은 사마륨-네오디뮴(Sm-Nd) 동위원소법에 의해 1678±90 Ma (고원생대 스타테로스기~중원생대 칼리마기)의 관입 시기를 보고하였으나 박계헌(2000)은 권성택과 정지곤의 연대가 사장석과 우흑질 부분을 전암과 함께 계산한 것이며 회장암 자체가 변성 작용을 받았기 때문에 이를 변성연대로 해석하였다. 박계헌 외(2001)는 회장암질암 내 함티타늄 회장암질암체에서 분리한 석류석, 사장석 및 기타 유색광물에 대한 사마륨-네오디뮴(Sm-Nd) 동위원소 분석을 통해 최초 생성 연대를 1792±90 Ma (고원생대 오로세이라기~스타테로스기)로 보고하였다. 이는 세계적으로 보고된 원생대 회장암에 속한다. 하동-산청 회장암체는 산청군 산청읍 웅석봉 일대에 분포하는 섬장암을 경계로 북서쪽의 산청 회장암체와 남쪽의 하동 회장암체로 구분된다. 
산청 회장암체는 산청군 금서면의 왕산(925 m), 필봉산(850 m)을 중심으로 산청군 금서면, 산청읍, 생초면 일대에 돔(dome) 형태로 분포한다. 안의 지질도폭(1968)에 의하면 조장석으로만 구성되고 풍화에 약해 노두가 별로 없으며 산청 지질도폭(1970)에 의하면 산청 회장암체에 해당하는 산청읍 북부 지역에서는 각섬석, 녹니석 등 녹색 광물로 구성된 부분과 순수한 사장석으로 구성된 부분이 교호하며 백색의 순수한 사장석만으로 구성된 회장암이 우세하다. 강지훈과 이덕선(2015)은 산청 회장암체를 엽상형 산청 회장암(SA), 철-티타늄 광체(FTO), 고철질 백립암(MG)으로 구분하고, 이들이 동일 시대 동일 기원의 마그마의 분화 작용을 통해 연속적으로 형성된 것으로 보고하였다.
하동 회장암체는 웅석봉(1,100 m) 군립공원 지역에서 시작하여, 산청군 단성면 백운리, 자양리, 하동군 옥종면 두양리, 정개산(520 m), 종화리, 청룡리, 옥산(614 m)을 지나 하동군 북천면 화정리와 직전리 지역까지 이어지며 연장은 30 km, 폭은 2~10 km 정도이다.
산청군의 산청-하동 회장암체
- 산청군 금서면 자혜리 화계오봉로 도로변 (이하 동일)

### 차노카이트 (메타텍틱 편마암)
산청군 시천면~하동군 옥종면 지역에서 하동-산청 회장암체의 서측을 따라 대상으로 분포하는 암석은 기존의 단성(1968) 및 진교 지질도폭(1965)에서 흑운모 편마암, 메타텍틱 편마암 및 안구상 편마암으로 기재하였으나 김동연 외(1999)에 의해 차노카이트(charnockites) 암석으로 분류되었다. 폭 3 km, 연장 12 km 규모의 차노카이트 암석은 괴상과 엽리상 차노카이트로 구분되며 그 원암은 성분상 화강섬록암에서 석영 몬조나이트에 대비된다. 회장암질 마그마의 관입은 차노카이트 암석의 생성에 열원으로 작용하였을 가능성이 있다. 김성원 외(2013)는 차노카이트와 화강암질편마암에 대해 약 1871~1863 Ma의 SHRIMP 저어콘 연령을 보고하였다.
2025년, 국도 제20호선 확장 공사로 인해 산청군 단성면 남사리~사월리 구간에서 메타텍틱편마암의 노두가 드러났다. 남사리 호암교 남측 및 사월리 망해봉 남동측 절개사면에 드러난 이 노두에서는 편마암을 관입한 암맥이 관찰된다.
산청군의 편마암
- 메타텍틱편마암/차노카이트, 산청군 단성면 사월리 국도 제20호선 도로변
북위 35° 16′ 38.0″ 동경 127° 57′ 03.0″ / 북위 35.277222°  동경 127.950833°
- 메타텍틱편마암/차노카이트, 산청군 단성면 사월리 국도 제20호선 도로변
- 메타텍틱편마암/차노카이트, 산청군 단성면 사월리 국도 제20호선 도로변
- 메타텍틱편마암/차노카이트, 산청군 단성면 남사리 국도 제20호선 도로변
북위 35° 16′ 11.0″ 동경 127° 55′ 45.0″ / 북위 35.269722°  동경 127.929167°
- 메타텍틱편마암/차노카이트 및 암맥, 산청군 단성면 남사리 국도 제20호선 도로변
- 메타텍틱편마암/차노카이트 및 암맥, 산청군 단성면 남사리 국도 제20호선 도로변
- 메타텍틱편마암/차노카이트, 산청군 단성면 남사리 국도 제20호선 도로변
- 메타텍틱편마암/차노카이트, 산청군 단성면 남사리 국도 제20호선 도로변
북위 35° 16′ 11.0″ 동경 127° 55′ 42.0″ / 북위 35.269722°  동경 127.928333°
- 메타텍틱편마암/차노카이트, 산청군 단성면 남사리 국도 제20호선 도로변
- 메타텍틱편마암/차노카이트, 산청군 단성면 월횡리 고암마을
북위 35° 11′ 40.5″ 동경 127° 51′ 00.0″ / 북위 35.194583°  동경 127.850000°

### 엽리상 화강암
산청 섬장암 북쪽, 오부면~차황면 지역의 산청 지질도폭(1970)의 세립 편상 화강암은 안의 지질도폭(1968)에서는 세립 화강암질편마암으로 기재하여, 옥은영 외(2015)는 섬장암 주변에서 엽리가 발달하는 세립 편상화강암, 세립 화강암질편마암, 반상변정질 미그마타이트(혼성암)질편마암을 모두 묶어 엽리상화강암(foliated granite)으로 표기하였다. 산청 지질도폭(1970)의 세립 편상 화강암은 매봉산(395 m), 송의산(539 m)~차황면 양곡리 지역에 분포하며 섬록암과 반려암을 관입하였고 미약한 엽리상 구조를 나타내며 그 주향은 거의 남-북 방향에 동쪽으로 55° 내지 수직 경사한다. 안의 지질도폭(1968)의 세립 화강암질편마암은 소룡산(760 m), 철마산(773 m)~거창군 신원면 지역에 분포하며 원암인 미그마타이트질 편마암이 화강암화작용을 받아 일부는 렌즈상으로 잔류한다.

## 화성암
산청군 북부~합천군, 거창군 지역에는 섬장암, 반려암, 섬록암 등 화성암이 분포하며 이들 화성암 복합체는 하동-산청 회장암체에 인접하여 있어 과거 회장암의 후기 분화물로 해석되었으나 절대연령 측정 결과 중생대 초기에 형성된 것으로 밝혀졌다. 

### 산청섬장암
산청 섬장암은 산청군 산청읍과 둔철산(823 m), 신안면 외송리 지역과 신등면 율현리~보암산(723 m) 지역에 분포하며 산청 지질도폭(1970)에서는 시대 미상의 암석으로 분류하였으나 이후 절대연령 측정으로 중생대 트라이아스기의 암석으로 기재되었다. 산청 지질도폭(1970)에 의하면 북서측은 하동-산청 회장암체, 북동측은 반려암, 남측은 세립화강편마암을 관입하였으며 세립 내지 중립이고 주로 퍼사이트(perthite), 각섬석으로 구성되며 사장석과 석영이 수반된다. 옥은영 외(2015)에 의하면 유색광물의 함량이 많으며 주요 구성 광물은 알칼리장석(정장석, 미사장석), 사장석, 각섬석, 흑운모이고 석영, 인회석, 저어콘, 견운모, 녹니석, 녹렴석 등이 수반되며 각섬석 지압계를 이용하여 계산한 각섬석의 생성 압력은 3.34~4.86 kb 으로그 깊이는 11.9~17.3 km 범위에 해당한다. 섬장암은 고태평양판의 해양 지각의 섭입과 관련된 지구조 환경에서 형성된 것으로 추정된다.
섬장암의 절대연령에 대해, 박계헌 외(2006)는 211±23 Ma (트라이아스기 중기~쥐라기 전기)의 Rb-Sr 연대를 보고하였으며 서재현 외(2013)는 3개의 섬장암 시료에서 각각 220.1±1.1 Ma, 216.9±1.1 Ma, 211.7±3.1 Ma (쥐라기 전기 헤탄지안)의 연대를 보고하였다.

### 반려암
산청 반려암은 섬장암 북쪽, 차황면 부리~남산(628 m)~정수산(829 m) 지역에 분포하며 산청 지질도폭(1970)에서는 하동-산청 회장암체와 동일 마그마에서 분화한 것으로 보았다. 정지곤 외(1991)는 반려암에 대해 칼륨-아르곤 연대 측정을 실시하여 169.58±2.57 Ma (쥐라기 중기 바조시안)으로 보고하였다.

### 섬록암

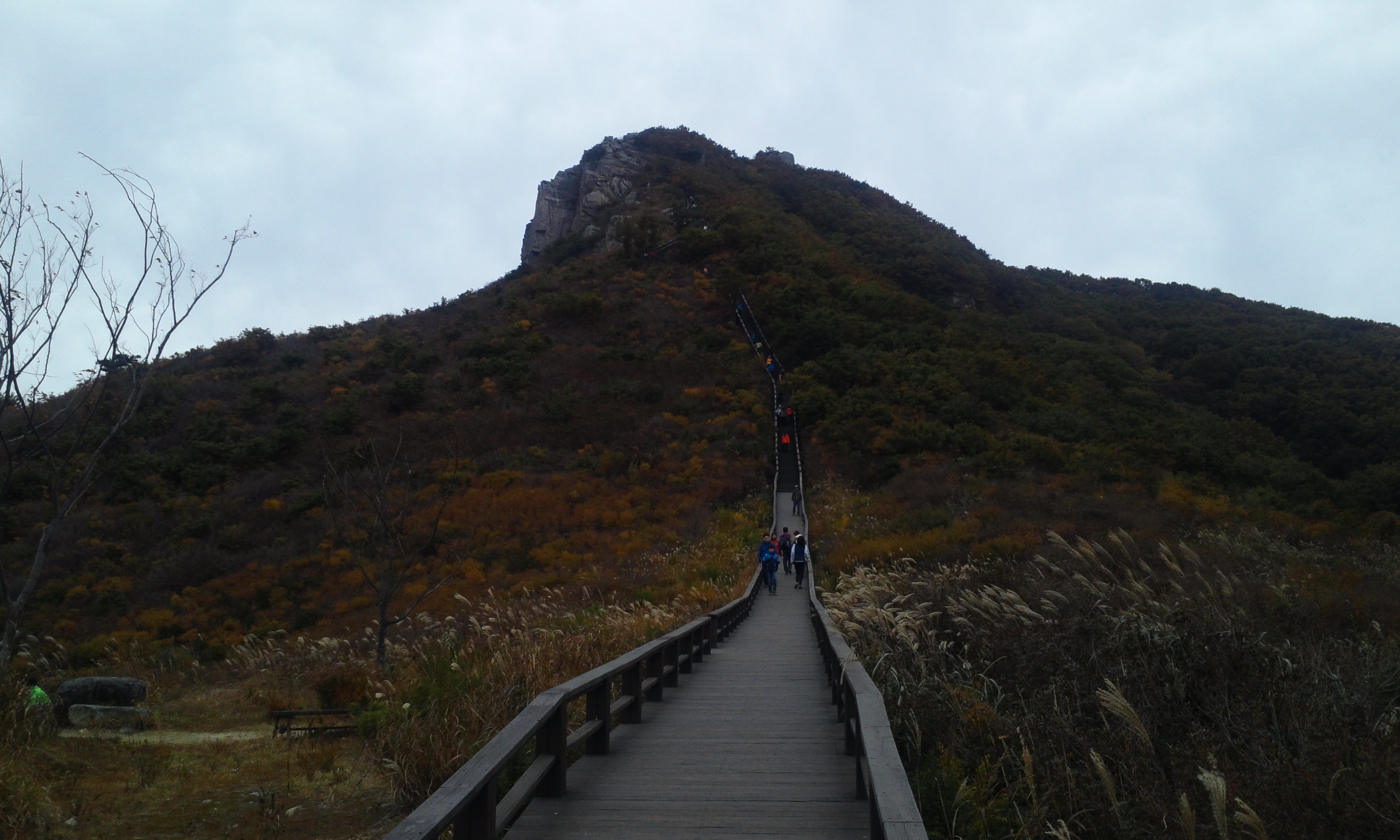
섬록암으로 구성된 황매산

섬록암은 산청군 차황면 북동부 황매산(1113 m) 지역에 암주 형태로 분포한다. 이 암석은 반려암과 엽리상 화강암을 관입하였고 섬장암과 화강암에 관입당했다. 사장석, 각섬암을 주성분광물로 하고 약간의 석영과 흑운모를 수반한다.

### 율현리 화강편마암
율현리 화강편마암은 산청 지질도폭(1970)에서 반상변정질 미그마타이트(혼성암)질 편마암과 세립 화강편마암으로 분류하였으며 Seo (2011)는 연대측정 자료에 근거하여 엽리상 화강암으로 기재하였다. 율현리 화강편마암은 섬장암에 관입당했는데 그 경계 부분에서 섬장암체 내에 포획당했다. 서재현 외(2013)는 242~228 Ma의 연대를 보고하였다.

## 중생대백악기경상 분지
산청군 내에는 경상 누층군 신동층군의 낙동층, 하산동층, 진주층이 신등면, 신안면, 생비량면 지역에 분포한다. 

### 낙동층/원지층
낙동층(Nakdong formation, Rakutō formation 洛東層) 또는 원지층(Wonji formation, 院志層)은 경상 누층군 신동층군의 최하부 지층으로 경상 분지 가장 서쪽에서 경상북도 상주시 사벌국면에서 산청군을 지나 전라남도 광양시에 이르기까지 측방으로 약 200 km 연장되어 분포한다. 낙동층은 영남 지괴/영남 육괴의 선캄브리아기 편마암을 부정합으로 덮는다.
산청 지질도폭(1970)에 의하면 각섬석-흑운모편암을 부정합으로 덮으며 층리가 확연하게 나타난다. 낙동층은 역암, 역질사암, 알코스사암, 셰일 등의 호층으로 구성된다. 역암은 주로 준편마암류의 원력과 이를 교결하는 알코스사암으로 구성되며 원력의 크기는 직경이 대략 3~4 cm 이나 큰 것은 15 cm에 달한다. 하부의 알코스사암대와 회색셰일대에는 탄질셰일이 있으며 이에 협재되는 두께 20~30 cm 정도의 얇고 불연속적인 석탄층이 있다.
단성 지질도폭(1968)에 의하면 편마암과 편암류를 부정합으로 덮고 있다. 원지층의 기저부는 함력조립질사암으로 구성되며 최대 1 m 까지의 역을 함유하기도 하나 보통은 직경 5 cm 내외이다. 그러나 역을 전혀 함유하지 않은 곳과 역이 50%에 달하며 역암으로 변한 곳이 간혹 있다. 기저부의 역은 유백색 규암, 회색 규암, 유백색 석영맥, 우백화강편마암, 화강암질 편마암을 주로 한다. 산청군 신안면 신안리 소재 백마산(286.3 m) 서측 강변에서 부정합면을 잘 관찰할 수 있는데 편마암류의 침식면은 약간의 요철을 보이며 그 상위에 앞서 언급한 함력사암층이 5~6 m 발달한다. 산청군 단성면 사월리의 망해봉(257.9 m, 望海峯) 정상부에는 지형의 영향으로 원지층의 기저 함력사암층이 두께 3 m에 섬 모양으로 편마암 분포지 중에 고립되어 분포한다. 원지층은 하부로부터 기저 함력사암층 6 m, 조립 알코스질사암 약 100 m, 회색 중립사암 50 m, 회색 세립질사암 200 m 및 회색 셰일 350 m의 순서으로 되어 있다. 이들 사암 중에는 회색 셰일이 간간히 협재되어 호층을 이루는데 조립질인 부분에서는 셰일의 두께가 사암층의 그것보다 작으며 세립질사암 중의 셰일층의 두께는 증가하여 사암층보다 두껍다. 세립질 사암 중에는 셰일의 협재가 거의 없으며 상부로 향하여 셰일로 점이된다. 셰일층 위에는 두께 약 0.3 m 내외의 연속성이 좋은 암회색 석회암층이 있으며 이는 원지층 최상부에 해당한다.
산청군 신안면 하정리 적벽산 서측(북위 35° 18′ 27.12″ 동경 127° 58′ 15.21″ / 북위 35.3075333°  동경 127.9708917° )에는 남강을 따라 약 50 m 두께의 낙동층 하식애가 드러나 있다. 이곳에는 낙동층 하부에 해당하는 선상지성 역질사암층이 발달하며 풍화가 심하여 퇴적 구조 관찰이 어려우나 점이층리와 사층리 등이 확인된다.
장기홍(1989)은 산청군 신안면 하정리 앞 국도변의 낙동층 중부에서 Clypeator jiuquanensis, Peckisphaera verticillata 화석을 발견하었다.
산청군의 낙동층
- 산청군 신안면 하정리 국도 제20호선 도로공사 현장 (도로명주소: 산청군 신안면 지리산대로 3739 남쪽)
북위 35° 19′ 03.0″ 동경 127° 59′ 34.0″ / 북위 35.317500°  동경 127.992778°
- 적벽산
- 적벽산
- 신안면 하정리 양천 하천변 산책로의 역암 노두
북위 35° 17′ 54.0″ 동경 127° 58′ 12.0″ / 북위 35.298333°  동경 127.970000°
- 왼쪽 사진의 근경

### 하산동층(마동층)
하산동층(Hasandong formation, 霞山洞層)은 경상 누층군 신동층군 낙동층 상위의 지층이며 경상북도 의성군 다인면에서 전라남도 여수시까지 분포한다. 하산동층은 상하부의 낙동층, 진주층과 달리 자색 지층을 협재한다.
삼가 지질도폭(1975)에 의하면 낙동층을 정합으로 덮고 진주층에 의해 정합으로 덮이며 산청군 내에서 생비량면의 대부분을 차지한다. 하산동층은 자색층을 협재하며 상부에서 최초로 발달하는 흑색 셰일층의 하한을 하산동층의 최상부로 정하였다. 하산동층의 하부는 담회색 알코스질사암이 우세하며 간혹 두께 1 m 내외의 담회색 셰일이 수 매 협재된다. 때때로 함력질사암이 협재되는데 자갈의 종류는 규암, 셰일, 석영맥, 편마암류, 화강암질암 등이다. 중부는 녹회색 (사질)셰일, 자색 (사질)셰일이 호층으로 발달하며 대체로 셰일이 우세한 부분이고 순수 셰일보다는 사질셰일이 우세하다. 하산동층의 주향은 북동 20~40°, 경사는 남동 10~15°이며 두께는 750 m 정도이다.

## 광산과 지하자원

### 하동-산청 회장암체철-티탄 광체
하동 회장암체 내에는 티탄철석이 산출되는 함철-티탄 광체가 발달한다. 산청군 단성면 백운리 백운계곡 하상에 출현하는 광체는 하동군의 자양리/태소 광체가 북쪽으로 연장된 것으로 추정된다. 이곳에는 다양한 두께의 철-티타늄 광체가 회장암과 교호하며 최소 10매 이상 나타난다. 이곳의 광체는 심한 전단 작용을 받아 압쇄암화 되었으며 소규모의 취성 전단대가 함께 관찰된다. 산청군 단성면 청계리 청계저수지 북측 대현촌의 광체는 소규모 맥상 광체로 약 30~40 cm 폭에 50 m 길이로 단속적으로 출현한다. 회장암의 엽리를 절단하고 세맥 형태로 불규칙하게 관입해 있다.
산청 회장암체 서부인 산청군 금서면 방곡리 지역의 회장암에는 철-티탄 광체와 고철질 백립암이 발달한다. 광체는 남-북 방향의 방곡천과 동-서 방향의 상사계곡에 집중 분포하며, 대략 남-북 방향으로 회장암질암을 관입한다. 고철질 백림암은 상사계곡 남쪽과 자혜리 큰쌍재골에서 발견되며, 내부에 유색광물의 배열에 의한 엽리가 발달한다. 고철질 백립암은 회장암 내로 주입되고 연장되어 광체로 변화하며 철-티탄 광체와 동일한 티탄철석이 산출되어 이 백립암은 철-티탄 광체의 기원암으로 추정된다. 철-티탄 광체에 발달하는 엽리는 대체로 남-북 주향에 서쪽으로 중각 내지 저각 경사하며 광체는 심한 연성 변형을 받아 연장과 폭이 불규칙하다.

### 하동-산청 회장암체고령토광상
산청군 지역 하동-산청 회장암체에는 고령토 광상이 발달해 과거 광산과 채광장이 있었다. 백운광산(白雲鑛山)은 산청군 금서면 신아리의 구아마을 동쪽 산릉에 위치하며 지표 아래 2~3 m 두께의 분홍색 표토부를 거쳐 그 아래의 백색 고령토 부분을 채취하였다. 이외에 금서면 화계리, 특리, 덕재, 오부면 양촌리, 내곡리, 생초면 상촌리 등지에 고령토 광신이 존재했었다.

### 송경리 금광
산청군 산청읍 송경리(북위 35° 26′ 36″ 동경 127° 54′ 14″ / 북위 35.44333°  동경 127.90389° )에는 일제 강점기 금광이 있었으나 산청 지질도폭(1970) 조사 당시에는 갱도가 무너져 있고 흔적만이 남아 있었다.

### 낙동층석탄
산청군 신안면 갈전리의 경상 누층군 낙동층에서는 석탄이 산출되어 과거 가행되었다. 탄층은 낙동층 사암과 탄질셰일 호층대의 셰일(폭 1.5 m) 내에 20 cm 두께로 협재되며 주향은 북동 64°, 경사는 남동 14°이다.

## 같이 보기
- 한국의 지질
- 하동-산청 회장암체
- 산청군